# Lytocarpia furcata
Lytocarpia furcata är en nässeldjursart som först beskrevs av Vervoort 1941.  Lytocarpia furcata ingår i släktet Lytocarpia och familjen Aglaopheniidae. Inga underarter finns listade i Catalogue of Life.